# Gonneville-en-Auge
Pour les autres communes du même nom, voir Gonneville (homonymie).
Gonneville-en-Auge est une commune française, située dans le département du Calvados en région Normandie, peuplée de 392 habitants.

## Géographie

### Localisation
Gonneville-en-Auge est aux confins nord du pays d'Auge et de la plaine de Caen, à proximité de l'embouchure de l'Orne. Son bourg est à 8 km au sud-ouest de Cabourg, à 10 km au nord de Troarn et à 17 km au nord-est de Caen.
| Merville-Franceville-Plage | Merville-Franceville-Plage | Varaville |
| Merville-Franceville-Plage | Gonneville-en-Auge         | Varaville |
| Bréville-les-Monts         | Bavent                     | Varaville |

Le 1er janvier 2017, la commune passe de l'arrondissement de Caen à celui de Lisieux.

### Hydrographie
La commune est située dans le bassin Seine-Normandie. Elle est drainée par le Douet du Moulin du Pré, un bras du Grand Flet du Magny, le Douet de la Lande et le Douet des Grichauts,,.

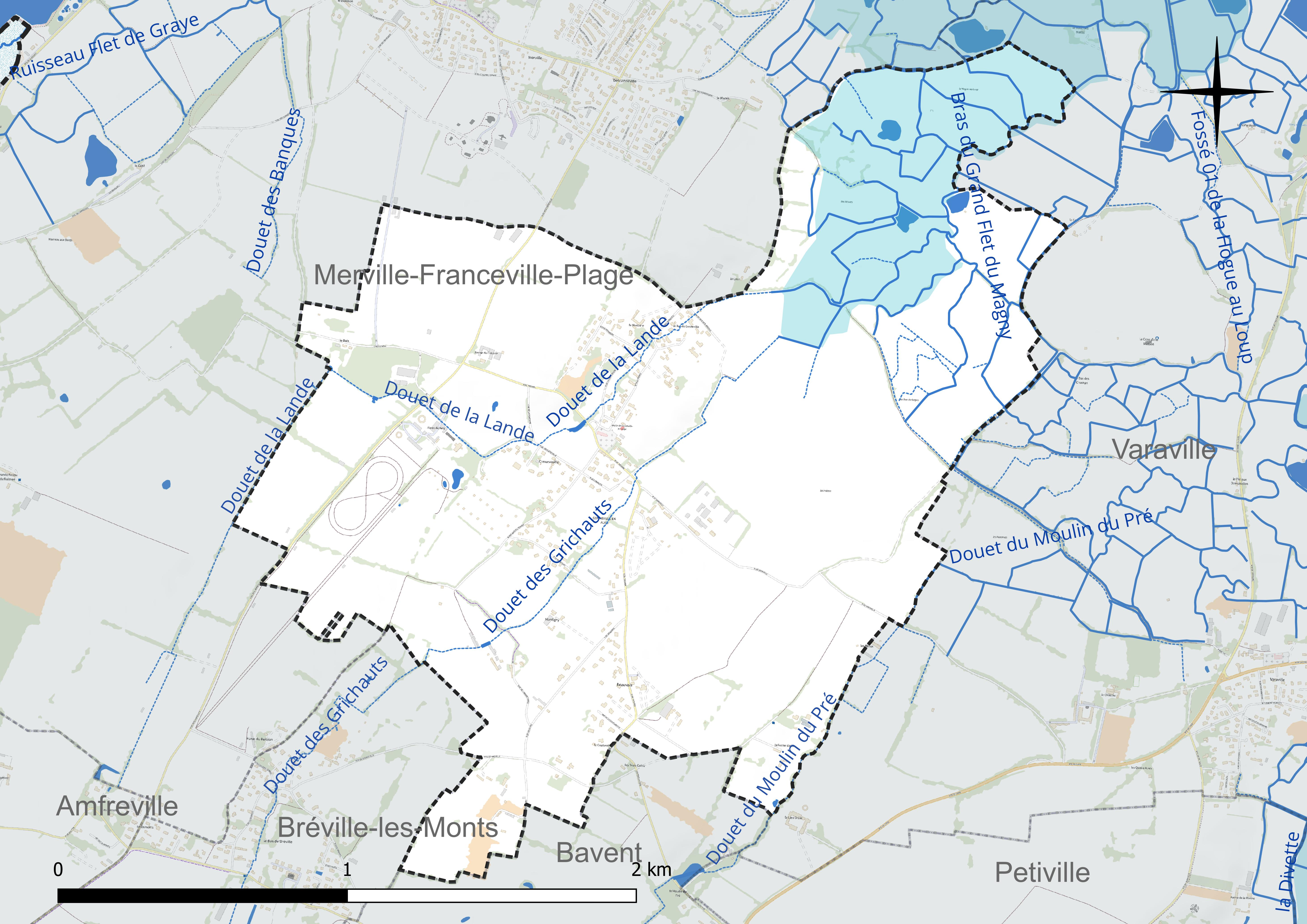
Réseau hydrographique de Gonneville-en-Auge.

### Climat
Pour des articles plus généraux, voir Climat de la Normandie et Climat du Calvados.
En 2010, le climat de la commune est de type climat océanique altéré, selon une étude du CNRS s'appuyant sur une série de données couvrant la période 1971-2000. En 2020, Météo-France publie une typologie des climats de la France métropolitaine dans laquelle la commune est exposée à un climat océanique et est dans la région climatique  Normandie (Cotentin, Orne), caractérisée par une pluviométrie relativement élevée (850 mm/a) et un été frais (15,5 °C) et venté. Parallèlement le GIEC normand, un groupe régional d'experts sur le climat, différencie quant à lui, dans une étude de 2020, trois grands types de climats pour la région Normandie, nuancés à une échelle plus fine par les facteurs géographiques locaux. La commune est, selon ce zonage, exposée à un « climat des plateaux abrités », correspondant à la plaine agricole de Caen à Falaise, sous le vent des collines de Normandie et proche de la mer, se caractérisant par une pluviométrie et des contraintes thermiques modérées.
Pour la période 1971-2000, la température annuelle moyenne est de 10,8 °C, avec  une amplitude thermique annuelle de 11,9 °C. Le cumul annuel moyen de précipitations est de 688 mm, avec 11,5 jours de précipitations en janvier et 7,3 jours en juillet. Pour la période 1991-2020, la température moyenne annuelle observée sur la station météorologique la plus proche, située sur la commune de Sallenelles à 3 km à vol d'oiseau, est de 11,8 °C et le cumul annuel moyen de précipitations est de 735,8 mm,. Pour l'avenir, les paramètres climatiques de la commune estimés pour 2050 selon différents scénarios d'émission de gaz à effet de serre sont consultables sur un site dédié publié par Météo-France en novembre 2022.

## Urbanisme

### Typologie
Au 1er janvier 2024, Gonneville-en-Auge est catégorisée commune rurale à habitat dispersé, selon la nouvelle grille communale de densité à 7 niveaux définie par l'Insee en 2022.
Elle est située hors unité urbaine. Par ailleurs la commune fait partie de l'aire d'attraction de Caen, dont elle est une commune de la couronne,. Cette aire, qui regroupe 296 communes, est catégorisée dans les aires de 200 000 à moins de 700 000 habitants,.

### Occupation des sols
L'occupation des sols de la commune, telle qu'elle ressort de la base de données européenne d'occupation biophysique des sols Corine Land Cover (CLC), est marquée par l'importance des territoires agricoles (85,6 % en 2018), en diminution par rapport à 1990 (87 %). La répartition détaillée en 2018 est la suivante : 
prairies (48,9 %), terres arables (36,7 %), zones urbanisées (14,4 %). L'évolution de l'occupation des sols de la commune et de ses infrastructures peut être observée sur les différentes représentations cartographiques du territoire : la carte de Cassini (XVIIIe siècle), la carte d'état-major (1820-1866) et les cartes ou photos aériennes de l'IGN pour la période actuelle (1950 à aujourd'hui).

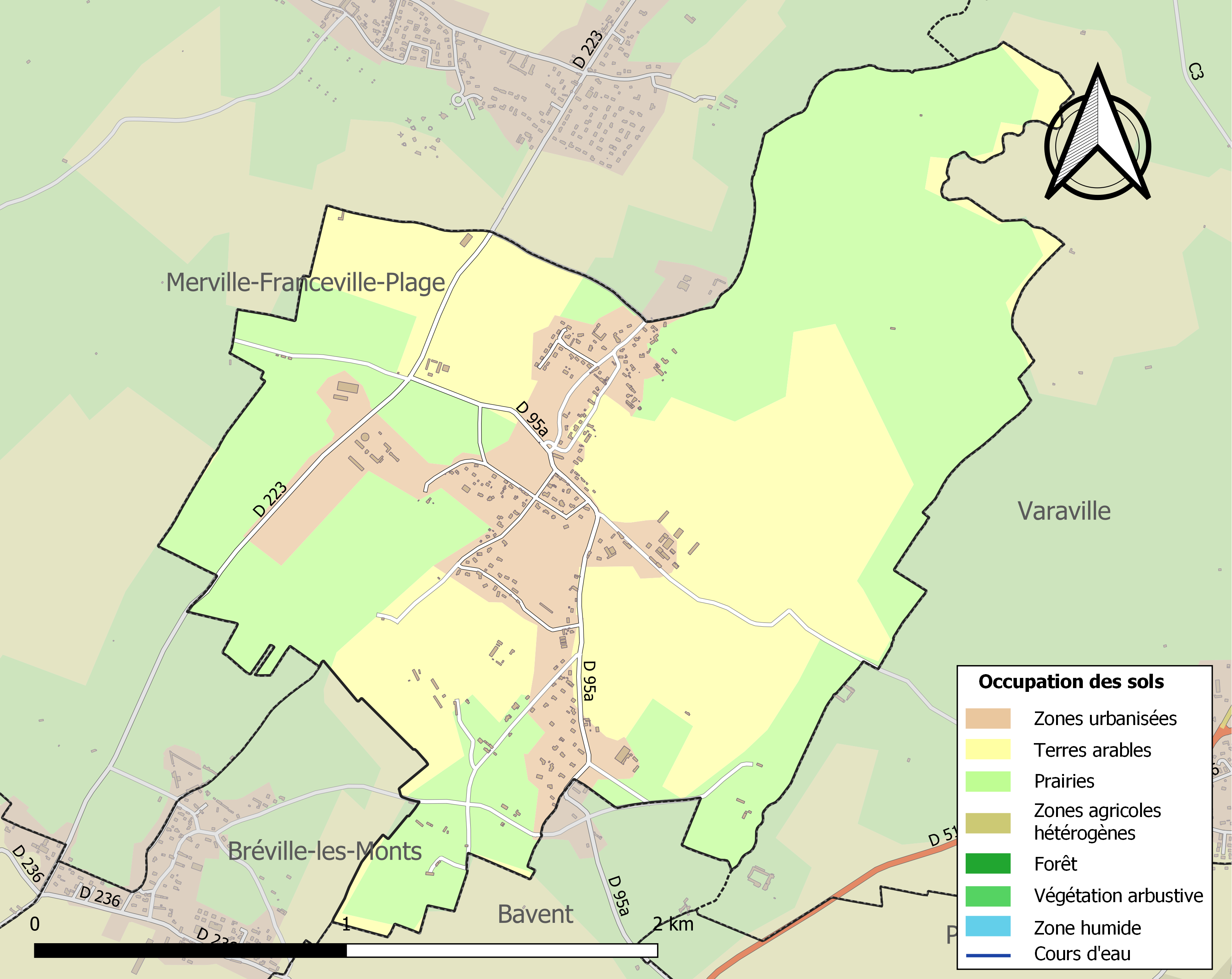
Carte des infrastructures et de l'occupation des sols de la commune en 2018 (CLC).

## Toponymie
Le nom de la localité est attesté sous les formes de Gunnol villa en 1108 et 1114 et Gonnevilla en 1134. Le toponyme est issu de l'anthroponyme norrois Gunnulf/Gunnulfr,. Le deuxième élément est l'ancien français vile, ville dans son sens originel de « domaine rural », issu du latin villa rustica, « domaine rural ».
Le 9 janvier 1965, Gonneville-sur-Merville prend le nom de Gonneville-en-Auge.
Le pays d'Auge est une région naturelle et traditionnelle de Normandie. Il est divisé principalement par les départements modernes du Calvados et de l'Orne, ainsi que par l'ouest, de celui de l'Eure.

## Politique et administration
| Période                                  | Période      | Identité          | Étiquette | Qualité             |
| ---------------------------------------- | ------------ | ----------------- | --------- | ------------------- |
| mars 1989                                | janvier 2007 | Anne-Marie Trevel |           |                     |
| mars 2007                                | mars 2014    | Viviane Follezou  | SE        |                     |
| mars 2014                                | juin 2018    | Hervé Bocquet     | SE        | Exploitant agricole |
| octobre 2018                             | En cours     | Harold Lafay      | SE        |                     |
| Les données manquantes sont à compléter. |              |                   |           |                     |

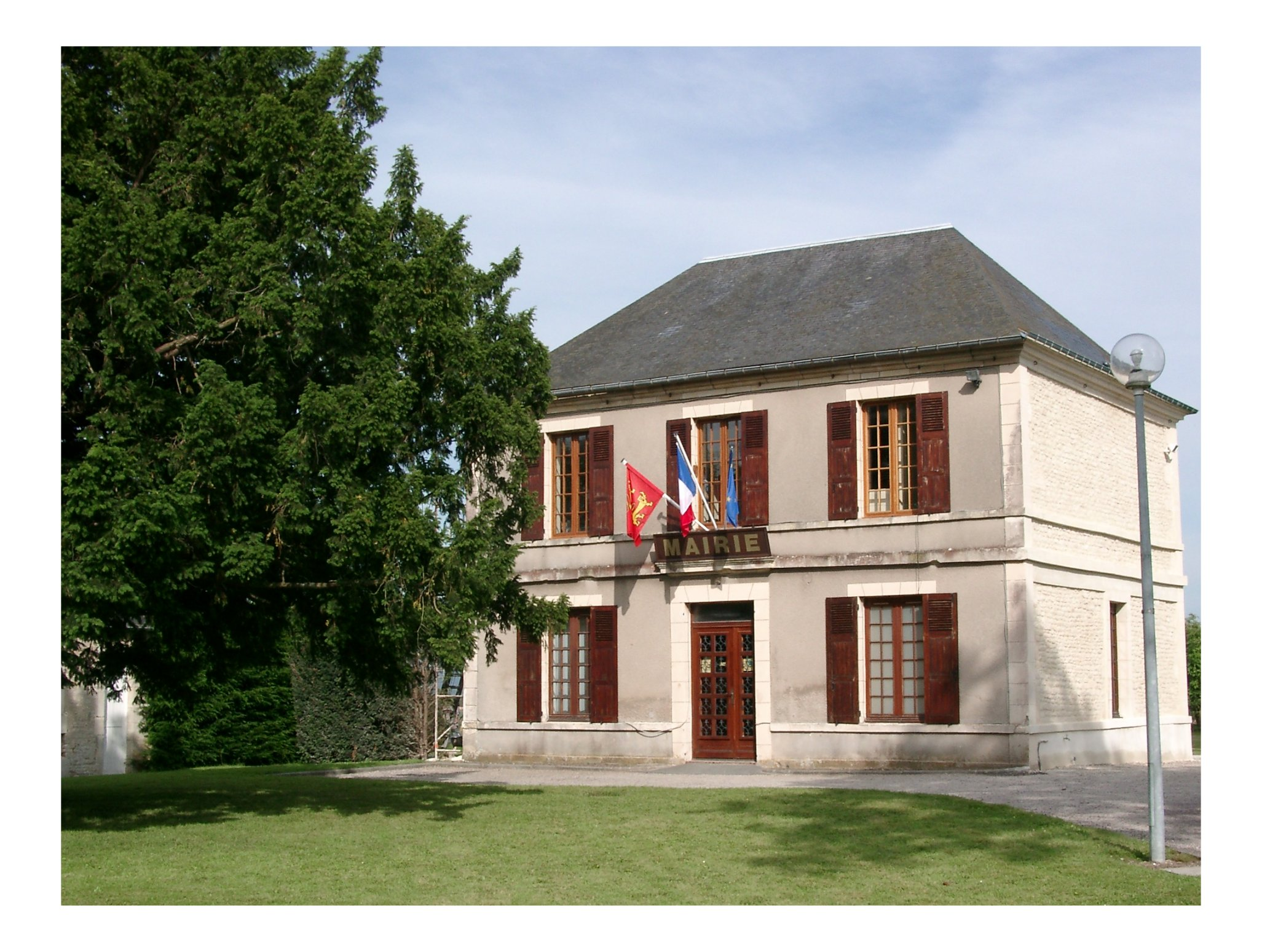
La mairie.

Le conseil municipal est composé de onze membres dont le maire et trois adjoints.

## Démographie
L'évolution du nombre d'habitants est connue à travers les recensements de la population effectués dans la commune depuis 1793. Pour les communes de moins de 10 000 habitants, une enquête de recensement portant sur toute la population est réalisée tous les cinq ans, les populations de référence des années intermédiaires étant quant à elles estimées par interpolation ou extrapolation. Pour la commune, le premier recensement exhaustif entrant dans le cadre du nouveau dispositif a été réalisé en 2005.
En 2022, la commune comptait 392 habitants, en évolution de −0,76 % par rapport à 2016 (Calvados : +1,58 %, France hors Mayotte : +2,11 %).
Gonneville-en-Auge a compté jusqu'à 546 habitants en 1821.
| 1793 | 1800 | 1806 | 1821 | 1831 | 1841 | 1846 | 1851 | 1856 |
| ---- | ---- | ---- | ---- | ---- | ---- | ---- | ---- | ---- |
| 540  | 441  | 513  | 546  | 507  | 438  | 440  | 398  | 407  |

| 1861 | 1866 | 1872 | 1876 | 1881 | 1886 | 1891 | 1896 | 1901 |
| ---- | ---- | ---- | ---- | ---- | ---- | ---- | ---- | ---- |
| 406  | 395  | 356  | 343  | 325  | 299  | 303  | 251  | 238  |

| 1906 | 1911 | 1921 | 1926 | 1931 | 1936 | 1946 | 1954 | 1962 |
| ---- | ---- | ---- | ---- | ---- | ---- | ---- | ---- | ---- |
| 253  | 207  | 217  | 217  | 237  | 259  | 155  | 192  | 265  |

| 1968 | 1975 | 1982 | 1990 | 1999 | 2005 | 2006 | 2010 | 2015 |
| ---- | ---- | ---- | ---- | ---- | ---- | ---- | ---- | ---- |
| 239  | 229  | 254  | 310  | 351  | 394  | 401  | 430  | 400  |

| 2020 | 2022 | - | - | - | - | - | - | - |
| ---- | ---- | - | - | - | - | - | - | - |
| 389  | 392  | - | - | - | - | - | - | - |

## Lieux et monuments
- Église Sainte-Croix (XVIe siècle). Elle abrite une chaire à prêcher provenant de l'abbaye Saint-Martin de Troarn, classé à titre d'objet aux Monuments historiques[35].
- Plaque du 9e bataillon commémorant le lieu de ralliement de cette unité de parachutistes anglais avant l'assaut sur la batterie de Merville, dans la nuit du 5 au 6 juin 1944.
- Établissement de ressources pédagogiques (ERP), accueil d'enfants, salle de théâtre, salle informatique.
- Haras de Retz, château, écurie et élevage de trotteurs.

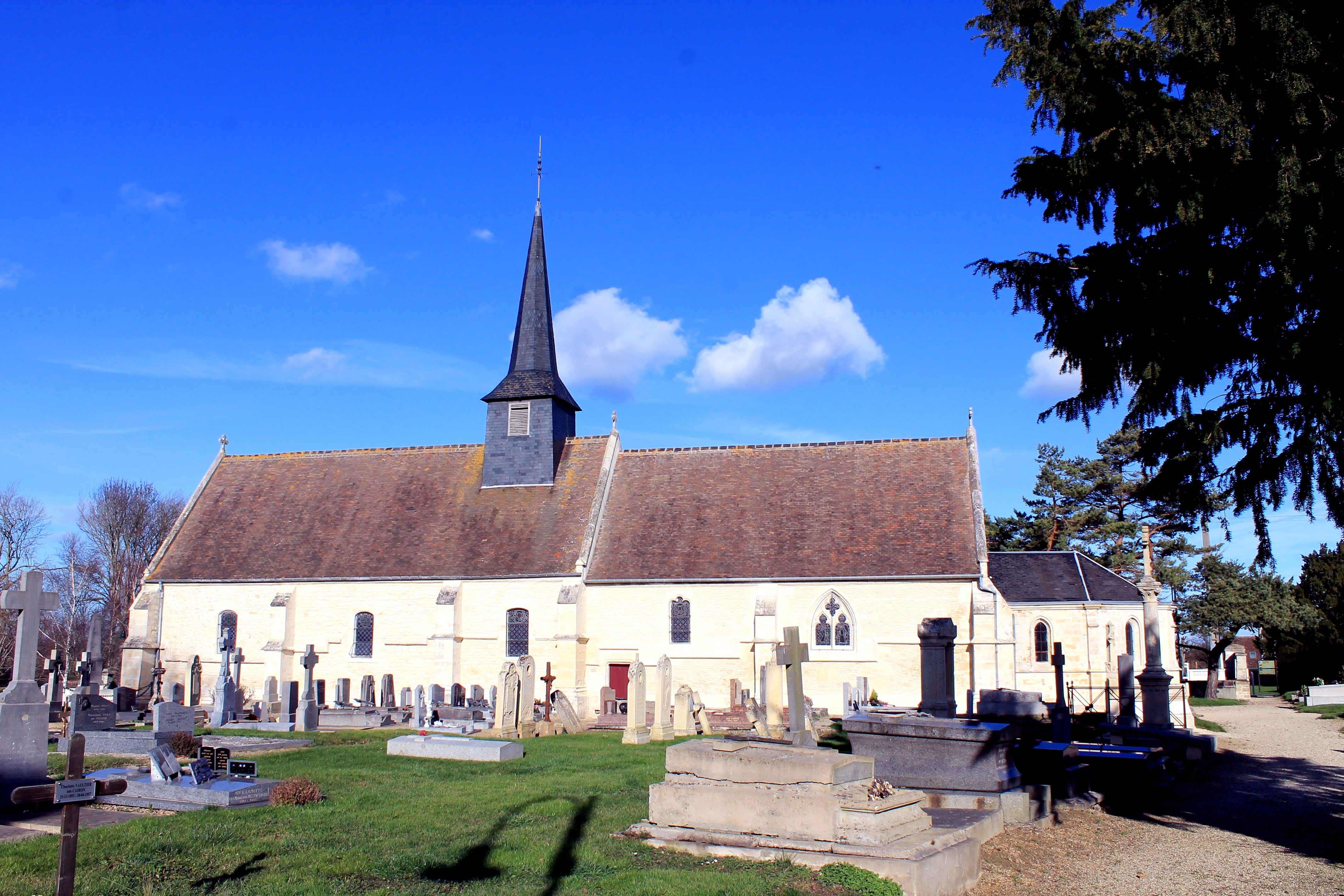
L'église Sainte-Croix.
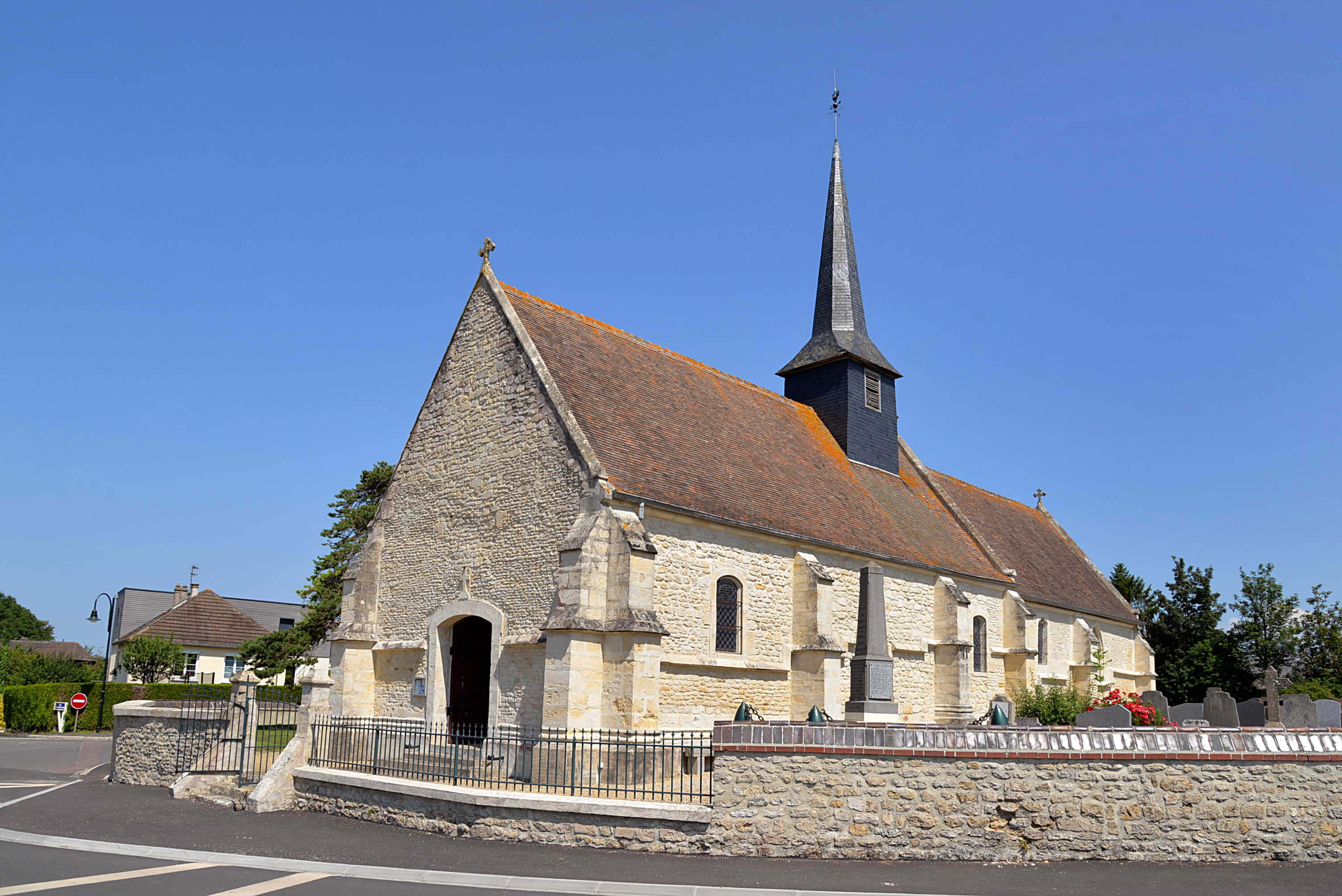
L'église Sainte-Croix.
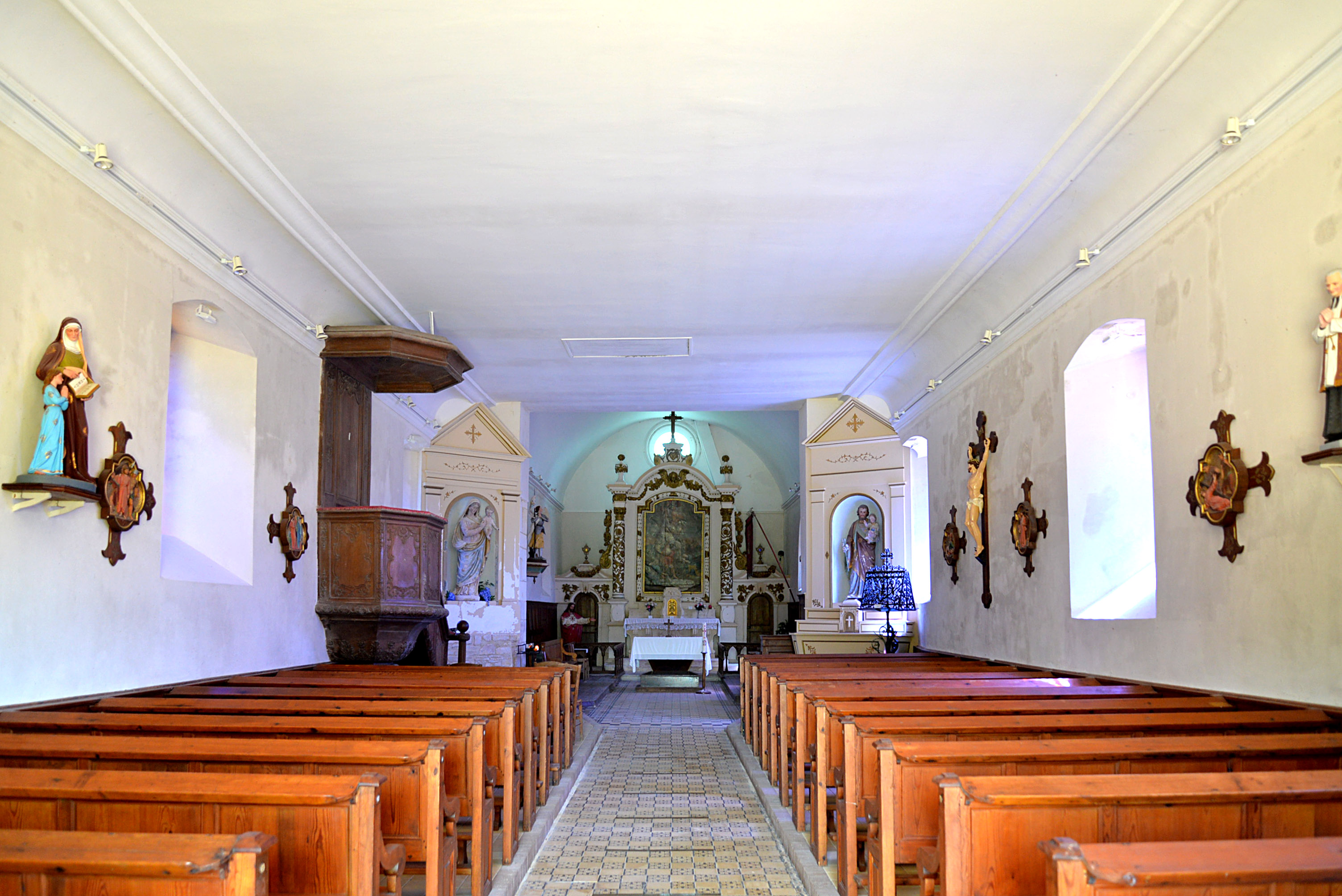
La nef de l'église Sainte-Croix.
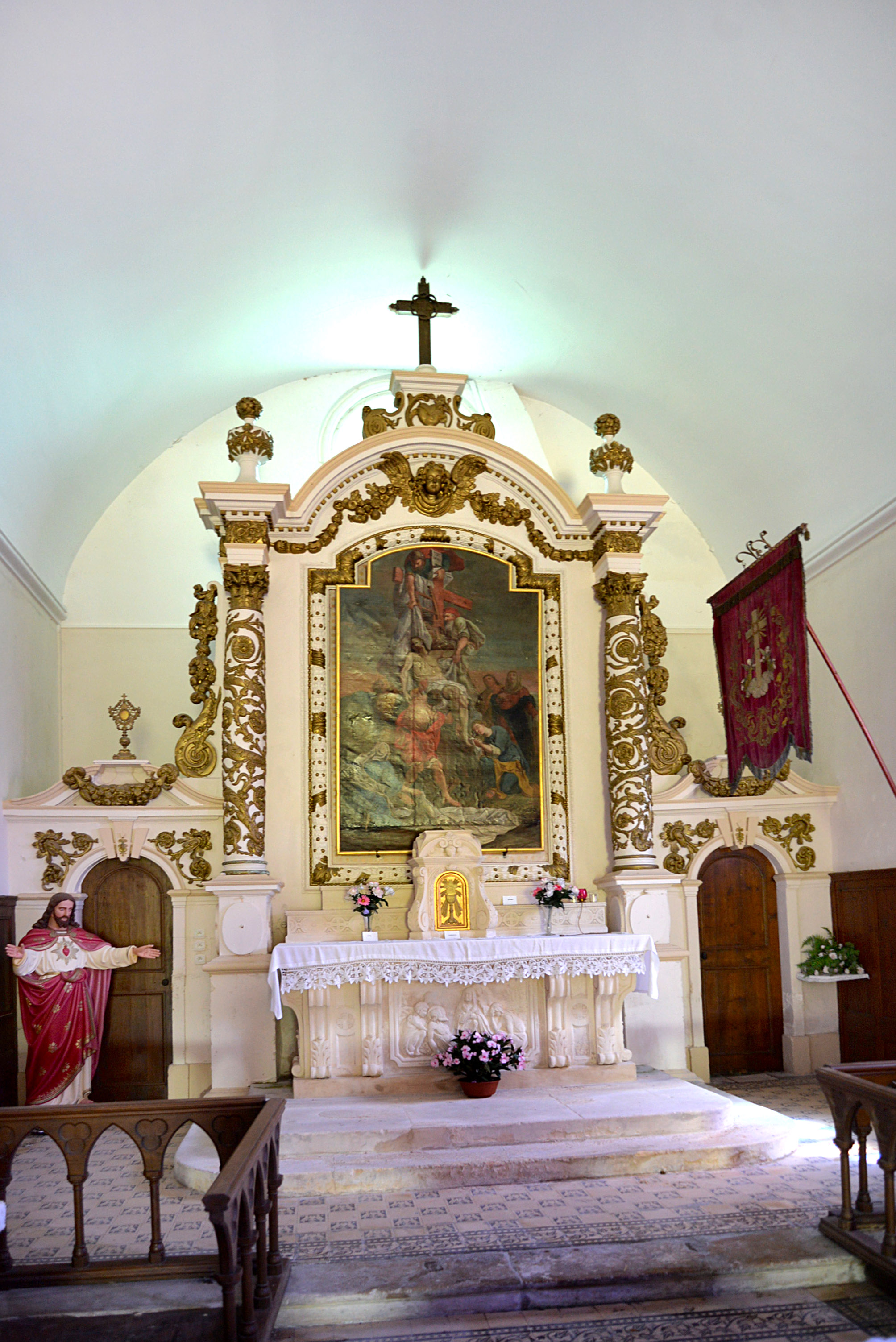
Le retable de l'église Sainte-Croix.